# レインボー (お笑いコンビ)
レインボーは、日本のお笑いコンビ。吉本興業所属。

## メンバー
ジャンボたかお（1989年6月25日 - ）（36歳）
ツッコミ担当、宣材写真での立ち位置は向かって左。
旧芸名は実方 孝生（じつかた たかお）。本名は實方 孝生（じつかた たかお）。
千葉県千葉市出身。身長183cm、体重129kg、血液型はO型。
千葉市立幕張本郷中学校、八千代松陰高等学校、國學院大學卒業。中学では野球部のキャプテン、高校ではバレーボール部のキャプテン、大学在学中には、アナウンス研究会で会長を務め上げた。
高校3年生のときに、幼馴染である小説家の浅倉秋成と、M-1甲子園の予選に参加した。
大学卒業後NSC東京校へ入学し、2016年2月までは、森川やるしかねぇ（現・ホープマンズ）とコンビ「感動ピスト」を組んでおり、NSCにて首席卒業を果たした。
マンガ好きで、特に『こちら葛飾区亀有公園前派出所』『クッキングパパ』が好きだという。
2019年5月17日放送の『ネタパレ』（フジテレビ系）にて視聴者投票の結果、自身の芸名をNEWS・増田貴久考案の「ジャンボたかお」へと改名した。
ヨシモト∞ホールで活躍している、ぽっちゃりを集めて出来たアイドル「甘栗カンパニー」のメンバー。
相方の池田と同様に、コント内で女装を行うこともある。ジャンボの演じる女性は、見た目よりも中身でモテるという内容が多く、女性の視聴者から「男ウケを学べる教科書」とコメントされるなど、恋愛のヒントとして活用されることもあるという。
テレビドラマ『推しが武道館いってくれたら死ぬ』（朝日放送テレビ）にくまさ役で出演。2023年5月12日公開の『劇場版 推しが武道館いってくれたら死ぬ』にも同役で出演。
2023年9月13日、デビュー作となる小説『説教男と不倫女と今日、旦那を殺すことにした女』をKADOKAWAより発売。表紙は中村佑介が担当。
池田 直人（いけだ なおと、1993年9月19日 - ）（31歳）
ボケ担当、宣材写真での立ち位置は向かって右。
大阪府吹田市出身。身長177cm、体重68kg。血液型はO型。
大阪学院大学高等学校在学中にコンビ「STAND BOX」として、第2回ハイスクールマンザイへ出場し、近畿地区代表となった。
高校卒業後、日本映画大学進学と同時に、NSC東京校へ入学。2016年1月までは、おばたのお兄さんとコンビ「ひので」を組んでいた。
コントでは、女性役を演じるネタが多い。女装はファン人気が高く、メイク動画を自身のYouTubeチャンネル「レインボー池田直人の美しちゃんねる」に投稿している。メイクアップアドバイザーの資格を持ち、2023年7月には日本化粧品検定1級、2025年4月には日本化粧品検定特級 コスメコンシェルジュに合格している。
2023年12月1日、コスメブランド「makeumor（メキュモア）」を設立したことを発表。12月19日には、日中美容液「syabaan（シャバーン）」、シートマスク「churuun（チュルーン）」の発売を開始した。
母親とは、一緒に旅行に行くほど、非常に仲が良い。
5歳から高校2年生まで、子役を続けていた。
趣味は、ポケモン・将棋・ボードゲーム・美容など、多岐に渡る。
インスタグラムでの身近な人をキャラクター化する「人間図鑑」が話題となり、2019年5月30日には、フォロワー20万人を達成した。
「人間図鑑」から生まれたキャラクター「みどりくん。」として、音楽活動も行っている。みどりくん。は、公園での散歩やカフェ巡りが趣味の路上ミュージシャン。
吉本坂46のメンバーに選抜されている（活動休止中）。2019年3月に実施された吉本坂46の1stシングル個人CD売り上げ投票では、3,302枚で2位となる（1位は小寺真理）。2nd・3rdシングルでは、センターを務めている（小寺真理とのＷセンター）。
2024年6月より、後輩芸人（サンタモニカ・マイム、鬼ぷりん・大石）とのルームシェアを開始。それに伴い、YouTubeチャンネル「アラサー3人の一軒家生活」を開設。
2024年10月、ヤマト運輸のテレビCMに出演。自身初のテレビCM出演であり、俳優・菅田将暉と共演している。

## 略歴
NSC東京校18期出身。「同期の中で実方（ジャンボ）が一番面白い」と池田から誘い、2016年に結成した。コンビ名の由来は、明るいイメージで覚えてもらいやすい名前にしたかったことから。また、2人ともラジオ好きで、タイトルコールに当てはめてみて響きが良いものにした。
2018年1月1日放送の『ぐるナイ おもしろ荘 若手にチャンスを頂戴 今年も誰か売れてSP』（日本テレビ）で優勝。この時、ゲストの綾瀬はるかには「表情や台詞のタメ方や言い方がいい」と評価された。
『おもしろ荘』の優勝後もコンビとしては思うように売れることができなかった一方、池田は吉本坂46やみどりくん。などの個人の活動も多く、また池田のインスタグラムが人気になったことでこれを見てライブに来る人が増えたこともあり、ジャンボは池田が一人で売れようとしていると不満を抱いていたという。一時はジャンボが解散を持ちかけるほど、コンビ仲が悪化していたが、その際に池田の提案でYouTubeにコント動画を投稿し始めることになり、これをきっかけにコンビ仲も修復した。
2019年6月、ヨシモト∞ホールのファーストメンバーに昇格。2020年4月からリモートコントのシリーズを投稿し始めると、新型コロナウイルスの影響でYouTubeの利用者が増加したことや、オンライン会議・リモート飲み会の普及などもあって共感を呼び、知名度が上がっていった。また『千鳥のクセがスゴいネタGP』（フジテレビ系列）で披露したコント「ひやまとみゆき」シリーズは2020年8月から2年5か月にわたって放送され、コンビの知名度を上げるきっかけのひとつとなった。
2021年4月、ヨシモト∞ホールの出演メンバーと公演内容のリニューアルにおいて、ヨシモト∞ホールの看板芸人「ムゲンダイレギュラー」に選出された。2023年7月には、YouTubeチャンネル「レインボーコントチャンネル」の登録者数が100万人を突破。2023年の『キングオブコント』では、初となる準決勝進出を果たした。
2025年3月、ヨシモト∞ホールの閉館に伴い、劇場所属を卒業した。卒業後は、ルミネtheよしもとやよしもと幕張イオンモール劇場でのライブ出演、テレビ出演などを中心に活動している。

## 芸風
主にコント。奇想天外な設定とそれを再現できる器用さを特徴とする。男女間のあるあるや嫌な部分といった、様々な人間関係の1コマを描くことが多い。また、コント内で女装をすることも多い。
コントではボケらしいボケやツッコミらしいツッコミをせず、徹底的に嫌な人間同士の会話、嫌な男、嫌な女といったリアリティだけを追求する。また、演技力の高さも評価されており、ドキュメント映像のようだと表現されることがある。特にリモートコントでは、リモートという状況だからこそ生じる人間関係のズレや本性の表現が高く評価されている。漫才を行うこともあり、2021年・2024年のM-1グランプリでは、準々決勝に進出した。

## 賞レース戦歴

### M-1グランプリ
| 開催日 | 開催日   | 結果         | No.  | 会場                   |
| 年     | 月日     | 結果         | No.  | 会場                   |
| ------ | -------- | ------------ | ---- | ---------------------- |
| 2016年 | 10月11日 | 2回戦進出    | 349  | 雷5656会館ときわホール |
| 2017年 | 10月21日 | 3回戦進出    | 625  | ルミネtheよしもと      |
| 2018年 | 10月15日 | 3回戦進出    | 788  | ルミネtheよしもと      |
| 2021年 | 11月17日 | 準々決勝進出 | 4804 | ルミネtheよしもと      |
| 2022年 | 10月31日 | 3回戦進出    | 1867 | よしもと有楽町シアター |
| 2023年 | 11月6日  | 3回戦進出    | 4535 | KANDA SQUARE HALL      |
| 2024年 | 11月21日 | 準々決勝進出 | 1046 | ルミネtheよしもと      |

### キングオブコント
| 年度   | 結果         |
| ------ | ------------ |
| 2016年 | 1回戦敗退    |
| 2017年 | 1回戦敗退    |
| 2018年 | 2回戦進出    |
| 2019年 | 準々決勝進出 |
| 2020年 | 準々決勝進出 |
| 2021年 | 準々決勝進出 |
| 2022年 | 準々決勝進出 |
| 2023年 | 準決勝進出   |
| 2024年 | 準々決勝進出 |

### その他
- 2016年 超☆汐留パラダイス！-2016 SUMMER- よしもと若手ネタ祭り 〜グランドスラム大会〜 優勝
- 2018年 おもしろ荘 優勝
- 2018年 マイナビ Laughter Night 月間チャンピオン
- 2022年 R-1グランプリ2022 準決勝進出（池田）
- 2023年 お笑いSDGs王決定戦！持続可能で笑える開発目標 優勝
- 2023年 THE CONTEへの道 優勝
- 2023年 令和5年度NHK新人お笑い大賞 本選進出[27]

## 出演

### 主なテレビ番組
- おはスタ（2016年12月 - 2024年3月21日、テレビ東京）- 木曜レギュラー（立花ファイヤとして）※池田のみ（2017年8月、ニセファイヤとしてジャンボも出演）

- ネタパレ（2018年 - 、フジテレビ）※不定期
- 千鳥のクセスゴ!（2020年 - 2025年、フジテレビ）※不定期
- エンタの神様（2023年 - 、日本テレビ）※不定期
- スロパチTV（2022年1月3日 - 、テレビ神奈川 / テレビ埼玉）- レギュラー ※ジャンボのみ
- 競輪LIVE!チャリロトよしもと（2022年3月24日 - 2025年6月30日、BSよしもと）- 火曜レギュラー
- プチブランチ（TBSテレビ）-「月曜キレイ部」レギュラー（不定期）※池田のみ
- オールナイトフジコ（2023年5月27日・6月10日・7月7日、フジテレビ）- 森田哲矢（さらば青春の光）の代打MC ※ジャンボのみ

### テレビドラマ
- Chef〜三ツ星の給食〜（2016年11月10日（第5話）、フジテレビ）- 若手力士 役 ※ジャンボのみ
- 新・ミナミの帝王（2018年1月13日（第15話）、関西テレビ）※池田のみ
- デイジー・ラック（2018年4月20日（第1回）、NHK総合）※ジャンボのみ
- 推しが武道館いってくれたら死ぬ（2022年10月9日 - 12月26日、朝日放送テレビ / テレビ朝日）- くまさ 役[28] ※ジャンボのみ（第8話にヨシムネ役として、池田もゲスト出演）
- あなたがしてくれなくても 特別編（2023年6月29日、フジテレビ）[29] ※ジャンボのみ
- となりのナースエイド（2024年2月7日（第5話）、日本テレビ）※ジャンボのみ

### CM
- ヤマト運輸 カーボンニュートラル配送「気づき」篇（2024年10月26日 - ）※池田のみ[30][31]

### 配信ドラマ
- スーパーフラットライフ（2021年4月3日・4日、LINE LIVE-VIEWING）- マモル 役 ※池田のみ
- 死神さん2（2022年10月22日（最終話）、Hulu）- 弓倉 役 ※池田のみ
- The Power Slap（2025年5月配信、SWIPEDRAMA）- 熊井拓也 役 ※ジャンボのみ[32]

### ネット番組
- お願い!ランキング AbemaTV版（2017年3月、AbemaTV）
- 松本梨香のマツリカ・ザ・ワールド（2017年9月、Abema FRESH!）※池田のみ[33]
- よしログ（2017年9月 - 2019年12月、GYAO!）- 水曜レギュラー
- シンデレラガールズトーク #うだカフェ（2019年11月27日 - 12月25日、AbemaTV）- MC[34]
- SPRAY! #日本を塗り替えろ（2020年6月27日 - 2021年3月30日、ABEMA）- アシスタント[35]
- 私立シブヤ超十代学園（2020年10月9日 - 、LINE LIVE）- 隔週金曜出演
- 恋する♥週末ホームステイ（ABEMA）※池田のみ
  - Season20 2021秋 沖縄（2021年10月19日 - 12月14日）- ゲストMC
  - Season21 2022春（2022年3月15日 - 5月10日）- シーズンMC
  - Season22 2022秋 ～Honey Soda Story～（2022年10月24日 - 12月20日）- シーズンMC
  - Season23 2023春 〜Sweet Orange Memory〜（2023年3月7日 - 5月2日）- 恋ステ公式お兄ちゃん
  - Season24 2023・夏（2023年8月1日 - 9月19日）- 恋ステ公式お兄ちゃん
- パチンコ恋愛リアリティショー Mr.ジャンボ（2022年7月2日 - 2023年6月17日、YouTube）※ジャンボのみ
- 爆盛り兄弟の大当りいただきます（2023年9月2日 - 、YouTube）※ジャンボのみ
- チャミ会 | チャミスルしばりの飲みサー（2023年4月27日 - 10月25日、YouTube）
- 限界オタクション（2024年12月18日 - 、ABEMA SPECIALチャンネル）- MC[36]

### ラジオ番組
- マイナビ Laughter Night（2017年12月22日[37]・2018年2月2日[38]・2021年6月18日[39]、TBSラジオ）- 2018年2月月間チャンピオン[40]
- ENEOSプレゼンツ あさナビ（2020年6月22日 - 26日、ニッポン放送）[41]
- レインボーのオールナイトニッポン0 (ZERO)（2023年1月2日・8月26日、ニッポン放送）[42]
- レインボーのトレンドジェネレーション（2023年3月17日、SBSラジオ・BSSラジオ・MBCラジオ）[43]
- レインボーの一色（2023年6月4日 - 、Artistspoken）
- OneRoof presents レインボーのひとつ屋根の下（2023年10月8日 - 2024年4月7日、ニッポン放送Podcast）[44]
- 月曜喋るズ「エフエムレインボー」（2025年1月6日 - 、TOKYO FM）[45]

### 舞台
- 舞台 増田こうすけ劇場 ギャグマンガ日和 〜奥の細道、地獄のランウェイ編〜（2017年2月）- グラハム・ベル 役[46] ※池田のみ

### 映画
- 劇場版 ほんとうにあった怖い話 〜事故物件芸人4〜（2022年2月11日公開、監督：天野裕充）
- タヌキ社長（2022年5月20日公開、監督：河崎実）[47]
- 劇場版 推しが武道館いってくれたら死ぬ（2023年5月12日公開、監督：大谷健太郎）- くまさ 役[48] ※ジャンボのみ

### ミュージックビデオ
- ポルカドットスティングレイ「あのね、」（2025年2月14日公開）[49]

## ライブ

### 単独ライブ
- レインボー初単独ライブ「虹に腰かけた君は少し笑った」（2016年12月18日、ヨシモト∞ホール）
- レインボー単独ライブ「虹色物語。」（2017年7月29日、ヨシモト∞ホール）
- レインボー単独ライブ「綺麗だ。」（2018年4月1日、ルミネtheよしもと）※「4×30 ～東京、大阪、期待の若手4組×30分の単独ライブ～」内
- レインボー単独ライブ「少しだけ虹の話をしよう」（2019年1月13日、ヨシモト∞ホール）
- レインボー単独ライブ「偽りの虹」（2020年5月5日、ルミネtheよしもと）※中止
- レインボー初ルミネ単独ライブ「想い出はモノクローム」（2021年12月24日、ルミネtheよしもと）
- レインボーライブ2022「スーパーロマンティック」「ノットロマンティック」（2022年6月11日・12日、よしもと有楽町シアター）
- レインボー単独ライブ2023「強気な私と、弱気なあなた。」（2023年3月11日・12日、ルミネtheよしもと）
- レインボー単独ライブ2024「半分あげる。」（2024年6月21日・29日、なんばグランド花月・ルミネtheよしもと）
- レインボー単独ライブ2025「嘘つき」（2025年6月6日・20日・27日・7月6日・12日、ルミネtheよしもと・中電ホール・なんばグランド花月・電力ホール）

### 主催ライブ
- 虹色劇場（隔月開催、ヨシモト∞ホール）
- レインボー実方単独トークライブ「実方は大きな声で喋る」Vol. 2（2019年6月6日、ヨシモト∞ドーム ステージII）※ジャンボのみ
- ROC レインボーオブコント（2019年12月より毎月開催、ヨシモト∞ドーム ステージI）
- レインボー1日ライブ「虹色学園」in 幕張（2020年2月24日、よしもと幕張イオンモール劇場）
- 男だけで集まってジャンボが女に言いたいこと言って、池田君がなだめるライブ（2020年4月8日、ネイキッドロフト新宿）※男性限定ライブ、中止
- 池田の1人喋り（2021年1月より毎月開催、よしもと有楽町シアター）※池田のみ
- レインボーコントチャンネル30万人突破記念ライブ！（2021年1月18日、よしもと有楽町シアター）
- レインボーの虹色の金曜日（2021年2月より毎週配信、YouTube）※2021年4月16日の配信より「レインボーの週一生配信」から名称変更
- レインボー1日ライブ「虹色学園」in 有楽町（2021年3月21日、よしもと有楽町シアター）
- レインボートークライブ『ようこそ、ジャンボのふるさと幕張へ』（2021年4月より毎月開催、よしもと幕張イオンモール劇場）
- レインボー新ネタライブ「ネタ虹」（2021年5月28日、ヨシモト∞ドーム ステージI）
- レインボーpresents YouTubeのコントを舞台におろすライブ（2022年2月より毎月開催、ヨシモト∞ホール）
- ジャンボたかおの食うチャンネルオフ会 in 無限大ホール ～ジャンボ母も来るよ～（2023年8月15日、ヨシモト∞ホール）
- レインボーコントチャンネル100万人記念ライブ ～男と女と友達と恋人と4年と11ヶ月～（2024年4月28日、有楽町よみうりホール）
- makeumor寄席（2024年12月7日、ヨシモト∞ホール）[50]
- レインボーのパクリの寄席 〜我々のネタパクって下さい、以上。〜（2025年1月1日、ヨシモト∞ホール）[51]

## ディスコグラフィ

### シングル

#### 吉本坂46
|     | 発売日         | タイトル                   | 形態   | 形態               | 規格品番     | 収録アルバム |
| --- | -------------- | -------------------------- | ------ | ------------------ | ------------ | ------------ |
| 1st | 2018年12月26日 | 君の唇を離さない           | CD+DVD | 映像盤             | SRCL-11002/3 | 未収録       |
| 1st | 2018年12月26日 | 君の唇を離さない           | CD     | 池田直人盤         | SRCL-11005   | 未収録       |
| 2nd | 2019年5月8日   | やる気のない愛をThank you! | CD+DVD | 映像盤（RED ver.） | SRCL-11150/1 | 未収録       |
| 2nd | 2019年5月8日   | やる気のない愛をThank you! | CD     | 通常盤             | SRCL-11152   | 未収録       |
| 3rd | 2019年12月25日 | 不能ではいられない         | CD+DVD | 映像盤             | SRCL-11365/6 | 未収録       |
| 3rd | 2019年12月25日 | 不能ではいられない         | CD     | 通常盤A            | SRCL-11367   | 未収録       |
| 3rd | 2019年12月25日 | 不能ではいられない         | CD     | 通常盤B            | SRCL-11368   | 未収録       |

### 配信限定シングル

#### レインボー
|     | 配信日        | タイトル                     | 規格                   | 収録アルバム |
| --- | ------------- | ---------------------------- | ---------------------- | ------------ |
| 1st | 2024年4月29日 | コンパに悪戦苦闘する女子の歌 | デジタル・ダウンロード | 未収録       |

#### 甘栗カンバニー
|     | 配信日         | タイトル               | 規格                   | 収録アルバム |
| --- | -------------- | ---------------------- | ---------------------- | ------------ |
| 1st | 2017年11月1日  | ファイティン           | デジタル・ダウンロード | 未収録       |
| 2nd | 2017年11月15日 | 甘いもの好き男子集まれ | デジタル・ダウンロード | 未収録       |
| 3rd | 2017年11月29日 | やばい キレそう。      | デジタル・ダウンロード | 未収録       |
| 4th | 2017年12月13日 | 甘栗カンパニー         | デジタル・ダウンロード | 未収録       |
| 5th | 2018年2月28日  | 涙のキャンディーボール | デジタル・ダウンロード | 未収録       |
| 6th | 2018年7月18日  | キーホルダー           | デジタル・ダウンロード | 未収録       |
| 7th | 2019年11月13日 | よかったー!            | デジタル・ダウンロード | 未収録       |
| 8th | 2019年12月11日 | 背中押して             | デジタル・ダウンロード | 未収録       |

#### みどりくん。
|     | 配信日        | タイトル                                                        | 規格                   | 収録アルバム |
| --- | ------------- | --------------------------------------------------------------- | ---------------------- | ------------ |
| 1st | 2019年4月1日  | なんでかっていわないでパッて チュってしてって言ってくれレディー | デジタル・ダウンロード | 未収録       |
| 2nd | 2019年8月7日  | ぐーのびじーきーこーごーせー                                    | デジタル・ダウンロード | 未収録       |
| 3rd | 2020年2月26日 | ハッピーラッキーエブリデイ                                      | デジタル・ダウンロード | 未収録       |

## 立花ファイヤ

### プロフィール
- 『ポケットモンスター アドバンスファイヤ』というオリジナルアニメの主人公。
- ジョウト地方出身、10歳のポケモントレーナー（サトシと同い年）。
- 『ポケットモンスター アドバンスファイヤ』のエンディングテーマは「俺の名は」[53][54]。
- 相棒はヒノアラシのヒノヒノタ。
- おはスタポケモン部広報担当[52]。
- 2020年以降は、デュエル・マスターズの宣伝活動が中心となり、衣装も同年に展開されている「十王篇」を意識したエンブレムを胸に付けるようになり、衣装カラーも従来より暗いものになった。

### テレビ出演
- おはスタ（テレビ東京系）
  - 2016年12月1日、「ポケモン部新人オーディション」エントリーNo.1として初出演。佐香智久の保護管理の下という条件で合格。
  - 2016年12月22日、初のスタジオ生出演。
  - 2017年8月31日、夏休み後、ニセファイヤとして実方が出演。コンビ名は出ないものの、初のコンビでのテレビ出演となった。
- ポケモンの家あつまる?（テレビ東京系）
  - 2017年4月2日、中川翔子おすすめのポケだちとして出演。ポケだちの作り方を紹介。
  - 「俺の名は」を初披露。

### イベント出演
- おはスタわくわくフェス in サンシャインシティ おはスタステージ（2017年3月25日・4月8日、サンシャインシティ噴水広場）
- おはスタポケモン部発生チュウ！（2017年8月12日、横浜ワールドポーターズ）※イベント「ピカチュウ大量発生チュウ！」内